# 미국 여권

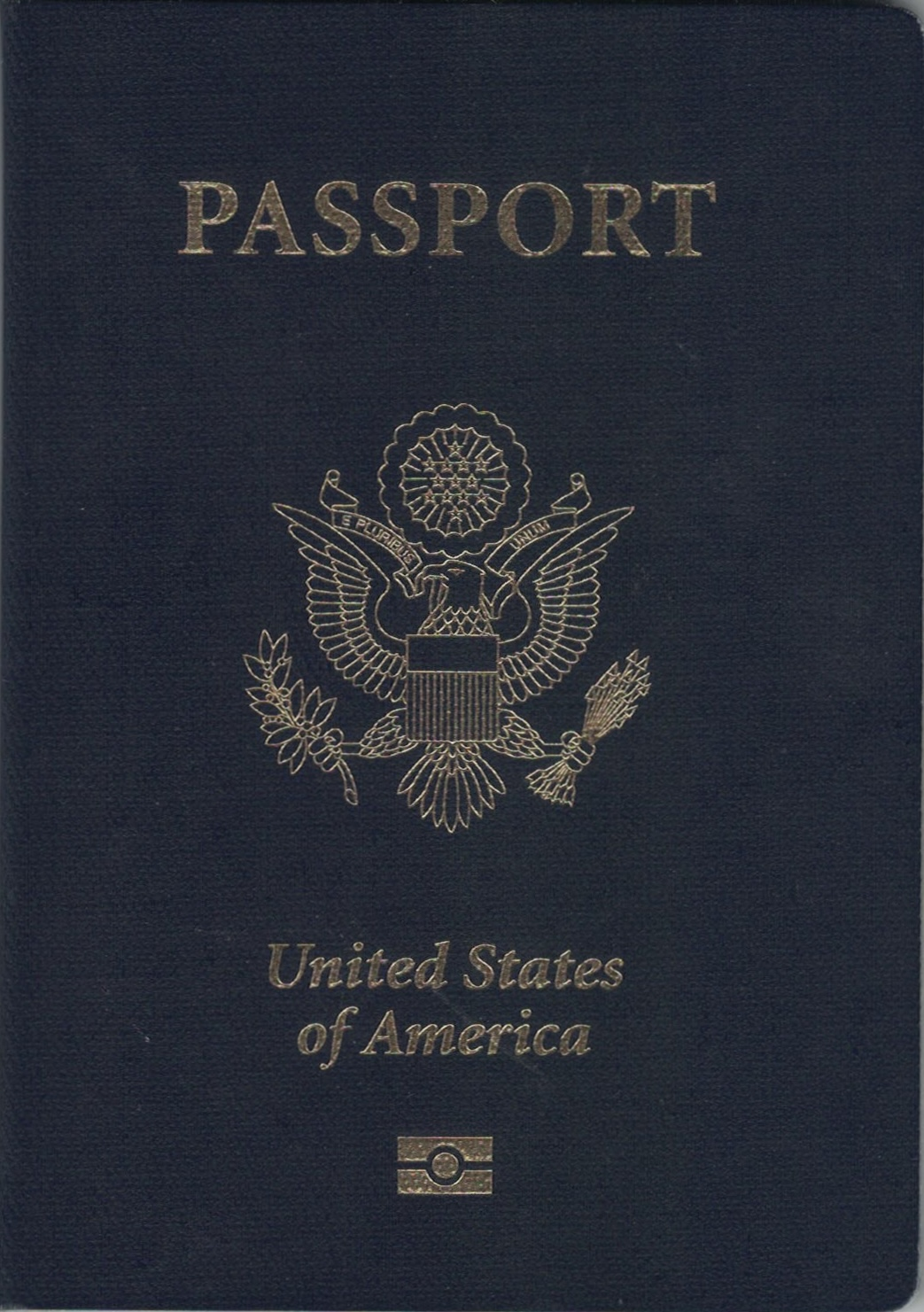
2007년, 생물 인증이 포함된 미국 여권의 앞표지

미국 여권(美國旅券, 영어: United States passport)은 미국의 시민권자 에게 발행하는 여권이다. 미국 국무부가 발행한다.

## 여권 레이아웃

### 체재
앞표지 중앙에는 미국의 그레이트 씰(Great Seal of the United States)이 그려져 있다. "PASSPORT"(모두 대문자)는 Great Seal 표시 위에 표시되고 "United States of America"는 아래에 표시된다.

### 데이터 페이지 및 서명 페이지
각 여권에는 데이터 페이지와 서명 페이지가 있다.
데이터 페이지는 여권 소지자에 대한 정보를 포함하는 페이지이다. 미국 여권에서 위변조를 방지하기 위해 플라스틱으로 코팅된 유일한 페이지이다. 데이터 페이지에는 시각적 영역과 기계 판독 가능 영역이 있다. 시각 영역에는 여권 소지자의 디지털화된 사진, 여권에 대한 데이터 및 여권 소지자에 대한 데이터가 있다.
- 사진 (51x51 mm)
- 유형  ("P"는 "개인", "D"는 "외교", "S"는 "서비스")
- 코드 ("USA")
- 여권 번호
- 성
- 이름
- 국적(미국)
- 생일
- 출생지
- 섹스
- 발행일
- 만료 날짜
- 권한(미국 국무부)
- 보증

2021년 6월 국무부는 여권에 제3의 성별을 허용하는 절차를 시작하고 신청자가 여권 신청서에 성별 변경을 위한 진단서를 제출하는 대신 남성 또는 여성을 스스로 선택할 수 있도록 허용한다고 발표했다. 성별.

## 여권의 문구
여권에는 영어와 프랑스어, 스페인어 문구가 수록되어 있다.
미합중국 국무부 장관은 이 여권 소지자인 미국 시민 / 국민을 지장없이 통행시켜주고 필요한 법적 보호를 제공해줄 것을 관계자 여러분께 요청한다.
영어:
The Secretary of State of the United States of America hereby requests all whom it may concern to permit the citizen/national of the United States named herein to pass without delay or hindrance and in case of need to give all lawful aid and protection.
프랑스어:
Le Secrétaire d'État des États-Unis d'Amérique prie par les présentes toutes autorités compétentes de laisser passer le citoyen ou ressortissant des États-Unis titulaire du présent passeport, sans délai ni difficulté et, en cas de besoin, de lui accorder toute aide et protection légitimes.
스페인어:
El Secretario de Estado de los Estados Unidos de América por la presente solicita a las autoridades competentes permitir el paso del ciudadano o nacional de los Estados Unidos aquí nombrado, sin demora ni dificultades, y en caso de necesidad, prestarle toda la ayuda y protección lícitas.

## 발급
미국 내에서 발급할 경우 여권 사무실(Passport office)나 우체국을 통해 접수받고 있다. 신규 신청시 필요한 서류는 출생증명서 또는 시민권 증서, 여권 신청서(DS-11), 신분증, 여권용 사진 2장, 수수료이며 갱신시에는 구 여권과 사진 두장, 여권 신청서(DS-82), 수수료이다. 만 16세 미만일 경우 보증인 2명의 서명이 필요하다. 우편 발급의 경우 만 16세 이상만 신청이 가능하다. 성인 여권은 신규신청시 135 USD, 갱신 시 110 USD이며 미성년 여권은 105 USD이다. 캐나다나 멕시코 등 육로 국경 통과에서 사용할 수 있는 여권 카드(Passport card)의 경우 성인은 55 USD, 16세 미만은 45 USD이다. 신청할 경우 소요기간은 4~6주이며, 시간을 단축하고 싶을 경우 $60의 급행료를 추가로 지불해야 한다.
해외에서 미국 여권을 신청할 경우 미국의 외교공관을 방문하여 신청해야 한다. 필요한 서류들은 미국내에서 신청할 때와 같으며, 서류 지참 후 미국 대사관을 방문, 서류 제출 및 지문 인식등을 해야 한다. 소요기간은 총 20일이며, 급행료를 내면 3일~7일 내에 발급된다. 여권의 경우 구 여권과 함께 택배로 배송하는데, 주한미국대사관의 경우 일양로지스를 이용하고 있다. 사전예약은 필수이다.
긴급 여권의 경우 당일 발매 여권은 예약을 하지 않아도 된다. 긴급여권 발매의 경우 영사와의 간단한 면담을 해야 하며 신청서와 비행기 티켓 등 출국을 증명할 수 있는 서류를 제출해야 한다. 여권은 당일 발급 되며 급행료를 추가로 내야 한다.

## 비자 정책

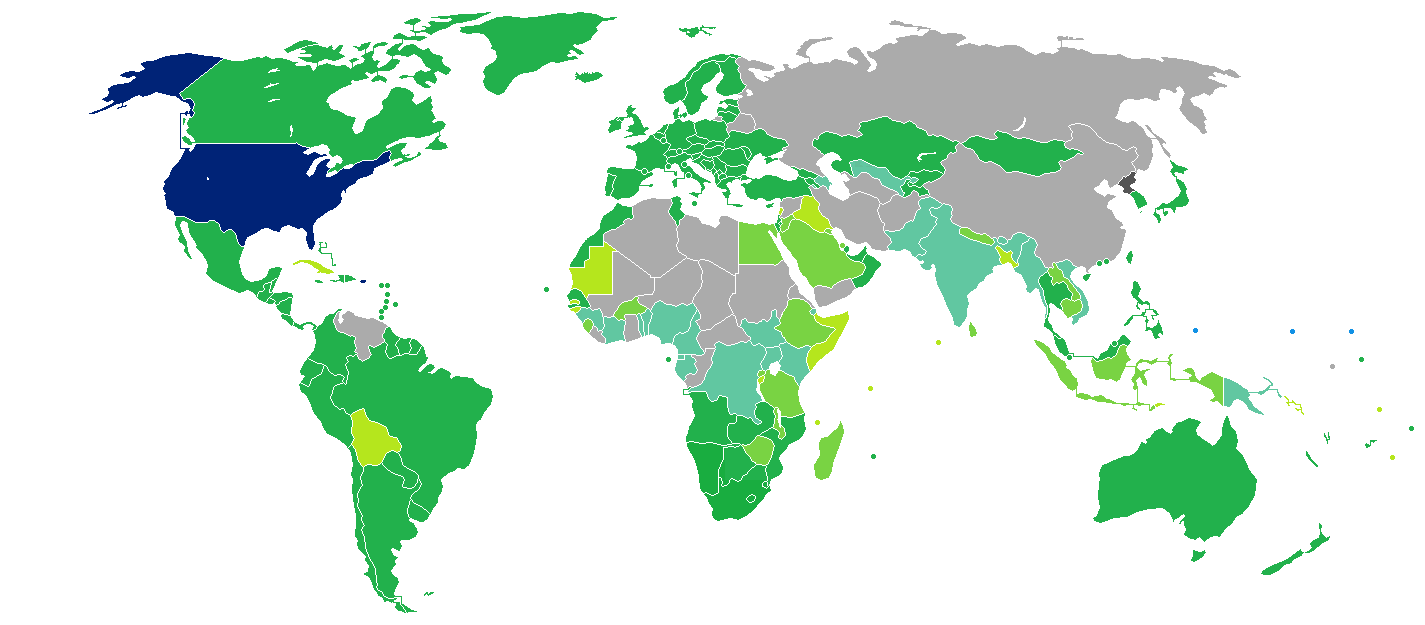

미국 여권을 소지한 미 시민권자들은 184개국에 무비자로 입국이 가능하다. 제1세계 국가인 캐나다, 호주, 뉴질랜드, 영국, 아일랜드나 유럽연합 국가들, 아시아 국가 중 미국의 우방국인 대한민국, 일본, 대만 등에 90일에서 180일을 관광, 상용 목적으로 체류할 수 있다. 단 미국과 적대 관계인 중국, 베트남, 러시아 등의 국가에서는 비자 발급 절차가 까다로우며 중동 국가 중 일부는 미국 여권 소지자를 위한 비자 발급 규정을 엄격하게 하거나 아예 입국을 금지하는 경우도 적지 않다. 남미 국가의 경우 멕시코나 브라질은 미국 정부가 자국 국적자들에게 까다로운 비자 발급 규정을 내세우는 것을 근거로 하여 미국 시민권자들에게도 똑같은 난이도의 비자 정책을 적용시키고 있다.
북한의 경우 2017년 5월 오토 웜비어가 북한에서 강제 억류된 뒤 사망한 사건 이후 2017년 8월 31일 이후 미국 시민권자들에게 철수 명령이 내려졌고, 2018년 1월 1일 도널드 트럼프 대통령이 북한 여행금지 법안에 서명함으로써 여행이 금지되었다. 미국 시민권자가 북한에 가려면 미 국무부로부터 특별 허가를 받아야 방북할 수 있으며, 미국은 2019년 8월 7일 비자정책을 개정하여 2011년 3월 1일 이후 북한에 다녀온 외국인에 대한 자국의 사증면제프로그램 ESTA 사용 자격을 박탈시켰다.
쿠바의 경우 2015년 국교정상화 이전까지는 여행금지국가였으나 2015년 6월 24일 수교 이후에는 방문이 가능해졌다. 그러나 단순 관광 목적의 방문은 여전히 금지되어 있고 정부 초청이나 고향 방문 등 특별한 사유가 있을 때만 가능하다. 미국 시민권자들은 쿠바 여행 전 여행 허가서를 발급받아야만 쿠바에 출입국할 수 있다.

## 이중국적
미국 정부는 이중국적을 권장하지는 않지만, 금지하거나 다른 국가의 국적의 포기를 강제하지도 않는다. 미국은 이민자가 귀화할 때 귀화 선서를 하는데, 선서에는 전 군주나 대통령에 대한 충성을 포기하고 오직 미합중국에만 충성할 것을 다짐하는 내용이 담겨있지만 그것이 꼭 원국적을 포기해야 한다는 것을 의미하지는 않는다는 것이다. 단 미국은 자국을 출입하는 복수국적자들은 반드시 미국 여권으로만 출입국하도록 하고 있고, 외국 여권으로는 사증면제프로그램이나 방문 비자를 신청할 수 없을 뿐더러 미국행 비행기 탑승을 불허한다. 출국할 때 역시 미국 시민권자가 미국 공항에서 외국 여권을 제시하면 여권을 지참하지 않는 것과 동일하게 보아 출국을 불허한다.
미국 정부는 여권이 만료되거나 여권을 분실한 복수국적 시민권자가 위급한 사유로 출국해야 할 경우, 반드시 대사관을 방문해 긴급여권을 신청하고 미 시민권자 신분으로 미국에 출입국해야함을 명시하고 있다.

## 기타
미국령 사모아에서 태어난 국민은 원칙적으로 미국 시민권이 없고 미국 국민으로 처우되기에, 미국령 사모아 주민들의 미국 여권 마지막 페이지에는 'This bearer is US National, not US Citizen(이 여권소지자는 미국 국민이며 시민권자가 아닙니다)'라는 문구가 새겨져있다.
2019년 11월 메건법 개정안에 따라 미국 정부는 아동 성범죄로 유죄판결을 받은 전과자들의 여권을 회수하고 새로운 버전의 여권을 발급하였다. 아동 성범죄 전과자들의 여권에는 '이 자는 미국 형법에 따라 아동에 대한 성범죄, 착취로 유죄 판결을 받았습니다'라는 문구가 새겨져있다.

## 같이 보기
- 진정신원증법
- 미국의 비자
- 미국 시민의 무비자입국 가능국가

## 역사적 사진

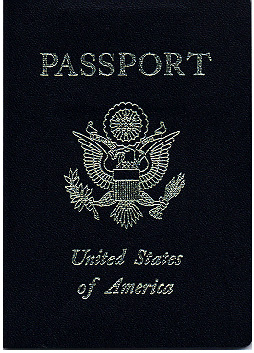
2007년 여권 표지.
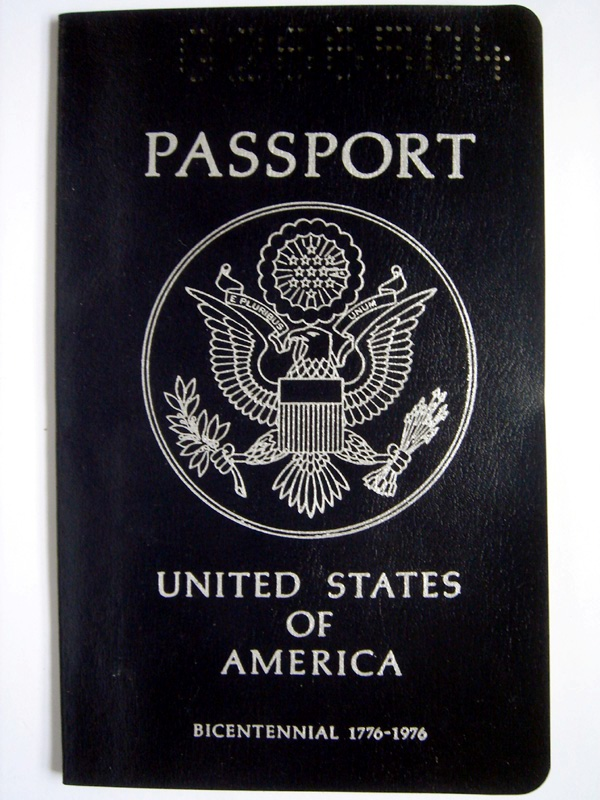
1976년 여권 표지
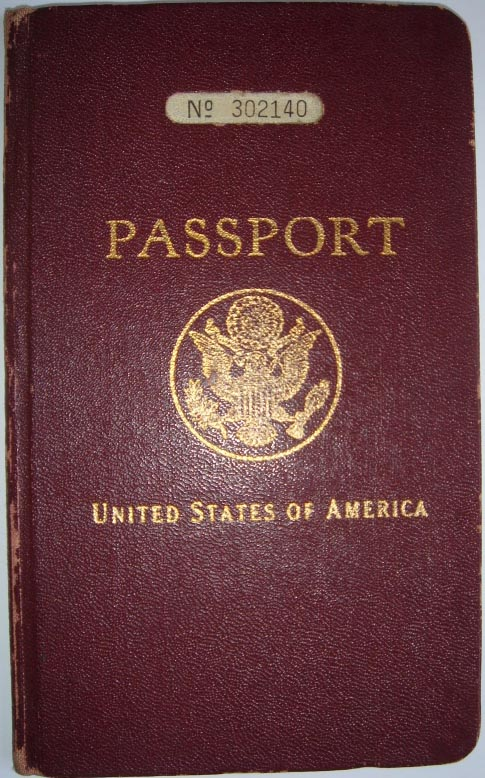
1930년 여권 표지